# Mandy Moore (álbum)
Mandy Moore es el auto-titulado tercer álbum de estudio de la cantante estadounidense Mandy Moore. Fue lanzado el 19 de julio de 2001 por Epic Records. Mirando a la transición de los estilos de sus discos teen pop anteriores So Real (1999) y I Wanna Be With You (2000), Moore comenzó a abrazar un sonido más maduro con su siguiente trabajo de estudio. Su música incorpora elementos del pop con dance-pop e influencias de R&B, sus letras abordan los temas de alcanzar la edad adulta y la sexualidad. Las contribuciones a su producción de vino de una variedad de colaboradores, entre ellos Randall Barlow y Todd Chapman. 
Tras su lanzamiento, Mandy Moore recibió críticas generalmente mixtas de los críticos de música, quien felicitó a la progresión desde los primeros trabajos de Moore, pero criticó su imagen cada vez más provocativa. El álbum debutó en el número treinta y cinco en Billboard 200 con ventas de primera semana de 53 000 copias. Para promocionar el álbum, Moore se embarcó en una gira promocionar por Europa, Asia y Oceanía. El álbum fue nombrado "El Álbum del Año" por Amazon. 
Cuatro sencillos fueron lanzados del álbum, los cuales alcanzaron un éxito moderado en la industria musical. Consecuentemente, Mandy Moore se convirtió en su primer disco con un sencillo en no debutar en Billboard Hot 100. Los sencillos solo lograron debutar en Bubbling Under Hot 100 Singles. Hasta mayo de 2021, el álbum ha vendido más 1.5 millones de copias en todo el mundo.

## Antecedentes
En mayo de 2000, Moore lanzó su segundo álbum de estudio I Wanna Be With You. Moore colaboró con los productores incluidos Jan Kask, Shaun Fisher, y The Wasabees. Después de su lanzamiento, I Wanna Be With You se convirtió en un éxito internacional y alcanzó el puesto número veintiuno en Billboard 200. 
Luego de consolidar su figura en la industria musical del pop con sus exitosos dos primeros álbumes de estudio, So Real y I Wanna Be With You Mandy Moore, comenzó a grabar su tercer álbum de estudio inmediatamente a comienzos del año 2001.
Moore señaló que "Toda la música ha comenzado a ver y oír lo mismo" y que ella decidió que era hora de alejarse de eso. Ella declaró en una entrevista con Billboard que ella no quería "ningún bailarín más ni cantar más a playback". Me cansé de que en una gran forma. Abandonado el género bubblegum pop sonido por el cual llegó a ser conocida. 

## Recepción

### Críticas
La respuesta de la crítica inicial a Mandy Moore fue a la media. Según Metacritic, que asigna una calificación normalizada de 100 a comentarios de la prensa dominante, el álbum ha recibido una puntuación de 56.
Stephen Thomas Erlewine, de la guía web Allmusic, dijo "¿Quien dijo que Mandy Moore, su sello discográfico y su equipo de productores no funciona?." Una vez que So Real no pudo avanzar, lo reestructuró como la "edición especial" en I Wanna Be With You, que no fue un verdadero éxito, pero era un paso en la dirección correcta. Luego, con su segundo álbum oficial, que finalmente consiguió la fórmula correcta. Mandy Moore se las arregla para incluir más ganchos melódicos, ritmos, florece inteligentes de producción, y la diversión en sus 13 pistas. Notablemente, es un fuerte álbum, de principio a fin, que cualquier de los dos primeros álbumes de Britney Spears o Christina Aguilera. Eso no significa que tenga canciones tan fuertes como esos discos, incluso si la creciente «In My Pocket», y la balada «Saturate Me» son todas las melodías finas, pensado para ser jugado en la radio, no son tan distintivos como «...Baby One More Time» o «Genie in a Bottle». También, aunque Moore no es un mal cantante, ella no es particularmente carismática, y el equipo de producción no es tan llamativamente, divertida como Max Martin. Así que, ¿Por qué es Mandy Moore tal buen disco? Debido a la consistencia. Esto podría no llegar a grandes alturas, sin embargo, todos los involucrados está trabajando tan duro que se las han arreglado para llegar a un registro que es consistentemente satisfactorio. No estirar la fórmula pop adolescente mucho, solo lo suficiente para darle al personaje de registro, y Moore ofrece canciones robusto, pero la mezcla en la producción exuberante, en capas, por lo que la música solo saca adelante en su conjunto. Y que todo suena muy bien - impecablemente diseñado, precisamente, pulido, exactamente lo que es un disco de pop adolescente debe ser. General este género sacrifica la coherencia de los picos vertiginosos y es refrescante escuchar un disco de pop adolescente que juega como un registro, en lugar de singles-n-llenado. Slant Magazine también le dio un toque positivo a álbum, expresando lo siguiente: "Mientras que Britney Spears y Jessica Simpson se acerca de crecer en el ojo público, la cantante pop y actriz Mandy Moore está realmente haciendo". Mandy Moore, su tercer álbum en tres años, es un título apropiado, ya que considera que la cantante de 17 años de edad, asegurar un poco más control creativo desde su debut. Mandy Moore es una refrescante modesto pop/rock excursión que le da Moore la oportunidad de diferenciar misma de la competencia y refuerza aún más el futuro musical prometedor. Mandy Moore es a la vez sencillo y refinado, haciendo alarde aún más potencial para el cantante/MTV-host/actriz floreciente. Solo sigue recordando a sí mismo: ella es solo 17.
Rolling Stone señaló que "Es tan raro y refrescante cuando una estrella adolescente toma la carretera. Mandy Moore no parece ser el candidato más probable para poner música en realidad primera: Este advenedizo nivel B Orlando jugó la carta jailbait con su éxito inicial, «Candy», luego lanzó un álbum, I Wanna Be With You, que era esencialmente una reedición reconfigurado, ligeramente mejorada de su debut en 1999. Pero su nuevo CD ofrece el pop adolescente más sorprendentemente liberado". El álbum fue elegido como uno de Amazon.com "Best de 2001"..

### Comercial
Aunque Mandy Moore tuvo una buena recepción comercial, éste no logró superar al éxito comercial de sus antecesores: So Real y I Wanna Be With You, los cuales vendieron 2.5 y 3 millones de copias alrededor del mundo, respectivamente. 
En Estados Unidos Mandy Moore debutó directamente en la posición N.º 35 de la Billboard 200, vendiendo 52.000, copias la primera semana. Con ello, el álbum se convirtió en el tercer Top 40 consecutivo de Mandy Moore en esta lista musical. En suma, según Nielsen SoundScan, Mandy Moore ha vendido 460.000 copias solo en Estados Unidos, sin embargo debido a la llegada era digital, el álbum ha llegado a vender en la actualidad cerca de +550.000 copias, (Sales Shipments). En 2002, fue certificado disco de oro por la asociación RIAA. Paralelamente, en Oceanía Mandy Moore debutó como un éxito N.º 37 en ventas en Australia. Ello, tras no poder superar
25.000 copias vendidas. En el territorio Asiático Mandy Moore obtuvo buenas ventas, en Turquía debutó en el Top 30 de las listas, para luego alcanzar la posición N.º 11, fue certificado disco de platino por la asociación Mü-YAP, pues logró vender más de 200.000 copias. En Taiwán debutó en el puesto N.º 1, debido al gran éxito de álbum en esta región obtuvo certificación multiplatino, por vender más de 230.000 copias. Filipinas fue certificado cuatro veces Platino.

## Promoción

### Sencillos
"In My Pocket" fue el primer sencillo de Mandy Moore, lanzado en la primavera de 2001. El sencillo no tuvo mucho éxito en las listas musicales de Estados Unidos. Alcanzó la posición N.º 2 en Billboard Bubbling Under Hot 100 Singles, equivalente al N.º 102 en Billboard Hot 100. El sencillo fue mucho más éxito en Australia y Asia. «In My Pocket» tiene una mezcla de techno/R&B, ritmos con un sonido de Oriente Medio, la canción fue un poco más madura que otras canciones de Moore y fue un enfoque totalmente diferente para ella como artista en el momento. Aunque la canción no se convirtió en un gran éxito, Mandy se vio un poco más madura con esta canción, ayudándole a romper con la imagen de la princesa del pop estereotipadas tales como Britney Spears, Christina Aguilera y Jessica Simpson.
El video fue dirigido por Matthew Rolston y recibió un disparo en un club nocturno que se le dio un Oriente Medio aspecto para que coincida con la sensación similar de la canción misma, incluyendo Bellydancers y sopladores de fuego. Mandy se sentó en un trono, y vistos casi como si fuera realeza. En otras escenas, Mandy se ve bailando y casi coqueteando con uno de los bailarines. El video es un poco diferente de los vídeos anteriores de Mandy, porque ella está mirando más sexy y más segura que era otra forma de ayudarla a romper con la mirada estereotipada princesa Pop-a-like.
El segundo sencillo de álbum, "Crush", se convirtió en otro fracaso más de Moore dentro de los Estados Unidos. Sin embargo, el vídeo de "Crush" fue muy popular en TRL de MTV, donde se convirtió en su primer número uno de video. Al igual de primer sencillo tuvo más éxito en Australia y Asia. El video musical de "Crush" fue dirigido por Chris Applebaum y editado por Nabil Mechi. El 10 de septiembre de 2001, se convirtió en el primer video de Moore para alcanzar el lugar número uno en el programa de cuenta regresiva de MTV Total Request Live. En el vídeo, Moore se sienta en la habitación de su apartamento. El video finaliza con Moore lleva una réplica de la chaqueta de Michael Jackson lleva en el video musical de Thriller. Cuando se camina por el pasillo, ve a su aplastamiento y sonrisas. El tercer sencillo del álbum y también sencillo buzz de la banda sonora de A Walk to Remember. Aunque la canción pasó a ser un favorito de Moore, nunca se convirtió en un gran éxito a diferencia de sus singles anteriores en los EE. UU., "Cry" no fue lanzado en Australia. Así lo hizo, mientras tanto, se convierten en un éxito número uno en las Filipinas. Se convirtió en el final del año el número uno en Myx y la mayoría de las estaciones de radio.
El video musical fue dirigido por Chris Applebaum. En el video se muestra Mandy y Shane West mirando a través de un telescopio el cielo. El vídeo no fue un gran éxito en MTV como lo fue antes de vídeo Crush. El vídeo musical se incluye en "A Walk to Remember" DVD como un contenido extra. Hasta el 7 de septiembre de 2009, el vídeo ha recibido 10 millones de visitas en YouTube.
El video musical fue dirigido por Chris Applebaum. En el video se muestra Mandy y Shane West mirando a través de un telescopio el cielo. El vídeo no fue un gran éxito en MTV como lo fue antes de vídeo Crush. El vídeo musical se incluye en "A Walk to Remember" DVD como un contenido extra. Hasta el 7 de septiembre de 2009, el vídeo ha recibido 10 millones de visitas en YouTube. "17" y "Saturar Me" también fue lanzado como un sencillo doble en Asia, donde tuvo un significativo éxito de menor importancia.

## Lista de canciones
| Lista de canciones |                         |                                                                         |          |  |
| N.º                | Título                  | Escritor(es)                                                            | Duración |  |
| 1.                 | «In My Pocket»          | Randall Barlow, Emilio Estefan, Jr., Liza Quintana, Gian Marco Zignago) | 3:41     |  |
| 2.                 | «You Remind Me»         | P. Aaron, E. Cremonesi, R. Safinia                                      | 3:34     |  |
| 3.                 | «Saturate Me»           | Barlow, S. Green, Tim Mitchell                                          | 4:02     |  |
| 4.                 | «One Sided Love»        | Estefan, P. Flores, J. Garza, J. Secada                                 | 4:05     |  |
| 5.                 | «17»                    | T. Champman, Shelly Peiken                                              | 4:00     |  |
| 6.                 | «Cry"»                  | (James Renald)                                                          | 3:43     |  |
| 7.                 | «Crush»                 | Kenny Gioia, Shep Goodman                                               | 3:43     |  |
| 8.                 | «It Only Took A Minute» | Estefan, Mitchell, G. Noriega, J. Secada                                | 3:40     |  |
| 9.                 | «Turn The Clock Around» | J.W. Baxter, David Rice, Nick Trevisick                                 | 3:45     |  |
| 10.                | «Yo-Yo»                 | Scott Cutler, Anne Preven                                               | 4:17     |  |
| 11.                | «From Loving You»       | Diane Warren                                                            | 3:34     |  |
| 12.                | «Split Chick»           | (M. Elizondo, J. Freebairn                                              | 3:45     |  |
| 13.                | «When I Talk To You»    | M. Hager, Moore                                                         | 4:23     |  |

| Japan Bonus Track |                      |                                    |          |  |
| N.º               | Título               | Escritor(es)                       | Duración |  |
| 14.               | «It's Gonna Be Love» | E. Cremonesi; P. Aaron; R. Safinia | 3:57     |  |

| Phillippine Bonus Track |                                          |                                                |          |  |
| N.º                     | Título                                   | Escritor(es)                                   | Duración |  |
| 15.                     | «Feel Me»                                | Bramble, LaShawn Daniels, Rambo, Richmond      | 4:08     |  |
| 16.                     | «I Wanna Be with You (Acoustic Version)» | Tiffanie Arbuckle, Shelly Peiken, Keith Thomas |          |  |

## Posicionamiento
| Listas (2001-2002)                          | Mejor posición |
| ------------------------------------------- | -------------- |
| Argentina Albums Chart                      | 81             |
| Australian Albums Chart ARIA                | 37             |
| Brasil Albums Chart 50                      | 66             |
| Filipinas Albums Chart (PARI)               | 2              |
| Hungría Albums (MAHASZ)                     | 22             |
| Nueva Zelanda Álbumes (Recorded Music NZ)   | 37             |
| Taiwan Albums Chart (G-Music)               | 5              |
| Taiwan International Albums Chart (G-Music) | 1              |
| Turquía Albums Chart 40                     | 1              |
| U.S Billboard 200                           | 35             |
| Venezuela Albums Chart 40 (Recordland)      | 17             |

## Certificación
| Región                         | Certificado | Ventas |
| ------------------------------ | ----------- | ------ |
| Australia (ARIA)               | 25.000      | N/C    |
| Nueva Zelanda (RIANZ)          | 5.000       | N/C    |
| Estados Unidos (RIAA)          | 500.000     |        |
| Filipinas (PARI)               | 100.000     |        |
| Brasil (ABPD)                  | 1.000       | N/C    |
| Argentina Albums Chart (CAPIF) | 8.000       | N/C    |
| Venezuela Recordland (APFV)    | 2.000       | N/C    |
| Turquía (Mü-YAP)               | 200.000     |        |
| Taiwán (RIT)                   | 230.000     |        |
| World Albums Chart             | 1.500.000   |        |